# Presidenti degli Stati Uniti d'America

Stendardo presidenziale

Questa lista cita e spiega in breve i nomi e le informazioni principali dei 47 presidenti che hanno guidato gli Stati Uniti d'America dall'adozione della Costituzione a oggi.
Grover Cleveland e Donald Trump sono gli unici presidenti nella storia statunitense a venir eletti per due mandati non consecutivi. Ciò comporta che i presidenti siano in totale quarantasette, ma in realtà si tratta di quarantacinque persone.
Franklin Delano Roosevelt è stato l'unico presidente degli Stati Uniti a rimanere in carica per più di due mandati. Fu eletto quattro volte e morì durante il suo quarto mandato. Fino ad allora era stata mantenuta la tradizione di non presentarsi per un terzo mandato, ma non c'era alcuna disposizione della Costituzione degli Stati Uniti che lo vietasse. Nel 1951 fu approvato il 22º emendamento della Costituzione, che vietò espressamente di essere presidente per più di due mandati. Pertanto, quanto alla durata del mandato e salvo modifiche di tale emendamento, Roosevelt è destinato a rimanere il primo e unico della lista negli anni a venire.
William Henry Harrison è il presidente rimasto in carica per il tempo più breve, essendo deceduto per polmonite il 31º giorno dopo il suo insediamento.
Da quando nel 1793 l'insediamento avviene un giorno prestabilito dell'anno successivo all'elezione, la durata in giorni del mandato presidenziale è costante e pari a 1461 giorni, pari a 4 anni esatti di cui 1 bisestile. Le eccezioni tra i mandati regolarmente completati sono stati il mandato di John Adams (1797-1801), il primo mandato di William McKinley (1897-1901), durati 1460 giorni a causa del fatto che non ci fu nessun anno bisestile nel corso degli stessi, e il secondo mandato di Truman a causa dello spostamento della data di insediamento dal 4 marzo al 20 gennaio.

## Cronotassi
| N. | Presidente                         | Presidente          | Presidente                            | Mandato                        | Mandato                         | Partito                  | Home State                        | Incarico precedente                                               | Elezione                                 | Vicepresidente                       | Vicepresidente                          |
| N. | Presidente                         | Presidente          | Presidente                            | Inizio                         | Termine                         | Partito                  | Home State                        | Incarico precedente                                               | Elezione                                 | Vicepresidente                       | Vicepresidente                          |
| -- | ---------------------------------- | ------------------- | ------------------------------------- | ------------------------------ | ------------------------------- | ------------------------ | --------------------------------- | ----------------------------------------------------------------- | ---------------------------------------- | ------------------------------------ | --------------------------------------- |
| 1  |                                    |                     | George Washington (1732-1799)         | 30 aprile 1789                 | 4 marzo 1797                    | Indipendente             | Virginia                          | Comandante in capo dell'Esercito continentale                     | 1788-89                                  |                                      | John Adams                              |
| 1  | 1792                               |                     | George Washington (1732-1799)         | 30 aprile 1789                 | 4 marzo 1797                    | Indipendente             | Virginia                          | Comandante in capo dell'Esercito continentale                     |                                          |                                      | John Adams                              |
| 2  |                                    |                     | John Adams (1735-1826)                | 4 marzo 1797                   | 4 marzo 1801                    | Federalista              | Massachusetts                     | Vicepresidente degli Stati Uniti                                  | 1796                                     |                                      | Thomas Jefferson                        |
| 3  |                                    |                     | Thomas Jefferson (1743-1826)          | 4 marzo 1801                   | 4 marzo 1809                    | Democratico-Repubblicano | Virginia                          | Vicepresidente degli Stati Uniti                                  | 1800                                     |                                      | Aaron Burr                              |
| 3  | 1804                               |                     | Thomas Jefferson (1743-1826)          | 4 marzo 1801                   | 4 marzo 1809                    | Democratico-Repubblicano | Virginia                          | Vicepresidente degli Stati Uniti                                  | George Clinton (1805-1812) (deceduto)    |                                      |                                         |
| 4  |                                    |                     | James Madison (1751-1836)             | 4 marzo 1809                   | 4 marzo 1817                    | Democratico-Repubblicano | Virginia                          | Segretario di Stato                                               | George Clinton (1805-1812) (deceduto)    | 1808                                 |                                         |
| 4  | Carica vacante                     |                     | James Madison (1751-1836)             | 4 marzo 1809                   | 4 marzo 1817                    | Democratico-Repubblicano | Virginia                          | Segretario di Stato                                               |                                          | 1808                                 |                                         |
| 4  | 1812                               |                     | James Madison (1751-1836)             | 4 marzo 1809                   | 4 marzo 1817                    | Democratico-Repubblicano | Virginia                          | Segretario di Stato                                               | Elbridge Gerry (1813-1814) (deceduto)    |                                      |                                         |
| 4  | 1812                               | Carica vacante      | James Madison (1751-1836)             | 4 marzo 1809                   | 4 marzo 1817                    | Democratico-Repubblicano | Virginia                          | Segretario di Stato                                               |                                          |                                      |                                         |
| 5  |                                    |                     | James Monroe (1758-1831)              | 4 marzo 1817                   | 4 marzo 1825                    | Democratico-Repubblicano | Virginia                          | Segretario di Stato                                               | 1816                                     |                                      | Daniel D. Tompkins                      |
| 5  | 1820                               |                     | James Monroe (1758-1831)              | 4 marzo 1817                   | 4 marzo 1825                    | Democratico-Repubblicano | Virginia                          | Segretario di Stato                                               |                                          |                                      | Daniel D. Tompkins                      |
| 6  |                                    |                     | John Quincy Adams (1767-1848)         | 4 marzo 1825                   | 4 marzo 1829                    | Democratico-Repubblicano | Massachusetts                     | Segretario di Stato                                               | 1824                                     |                                      | John C. Calhoun (1825-1832) (dimessosi) |
| 6  | Repubblicano Nazionale (1825-1829) |                     | John Quincy Adams (1767-1848)         | 4 marzo 1825                   | 4 marzo 1829                    |                          | Massachusetts                     | Segretario di Stato                                               | 1824                                     |                                      | John C. Calhoun (1825-1832) (dimessosi) |
| 7  |                                    |                     | Andrew Jackson (1767-1845)            | 4 marzo 1829                   | 4 marzo 1837                    | Democratico              | Tennessee                         | Senatore per il Tennessee                                         | 1828                                     |                                      | John C. Calhoun (1825-1832) (dimessosi) |
| 7  |                                    |                     | Andrew Jackson (1767-1845)            | 4 marzo 1829                   | 4 marzo 1837                    | Democratico              | Tennessee                         | Senatore per il Tennessee                                         | 1828                                     |                                      | John C. Calhoun (1825-1832) (dimessosi) |
| 7  | Carica vacante                     |                     | Andrew Jackson (1767-1845)            | 4 marzo 1829                   | 4 marzo 1837                    | Democratico              | Tennessee                         | Senatore per il Tennessee                                         | 1828                                     |                                      |                                         |
| 7  | 1832                               |                     | Andrew Jackson (1767-1845)            | 4 marzo 1829                   | 4 marzo 1837                    | Democratico              | Tennessee                         | Senatore per il Tennessee                                         | Martin Van Buren                         |                                      |                                         |
| 8  |                                    |                     | Martin Van Buren (1782-1862)          | 4 marzo 1837                   | 4 marzo 1841                    | Democratico              | New York                          | Vicepresidente degli Stati Uniti                                  | 1836                                     |                                      | Richard Mentor Johnson                  |
| 9  |                                    |                     | William Henry Harrison (1773-1841)    | 4 marzo 1841                   | 4 aprile 1841 (deceduto)        | Whig                     | Ohio                              | Ambasciatore nella Repubblica di Colombia                         | 1840                                     |                                      | John Tyler (divenuto presidente)        |
| 10 |                                    |                     | John Tyler (1790-1862)                | 4 aprile 1841                  | 4 marzo 1845                    | Whig                     | Virginia                          | Vicepresidente degli Stati Uniti                                  | 1840                                     | Carica vacante                       | Carica vacante                          |
| 10 | Indipendente (1841-1845)           |                     | John Tyler (1790-1862)                | 4 aprile 1841                  | 4 marzo 1845                    |                          | Virginia                          | Vicepresidente degli Stati Uniti                                  | 1840                                     | Carica vacante                       | Carica vacante                          |
| 11 |                                    |                     | James Knox Polk (1795-1849)           | 4 marzo 1845                   | 4 marzo 1849                    | Democratico              | Tennessee                         | Governatore del Tennessee                                         | 1844                                     |                                      | George M. Dallas                        |
| 12 |                                    |                     | Zachary Taylor (1784-1850)            | 4 marzo 1849                   | 9 luglio 1850 (deceduto)        | Whig                     | Louisiana                         | Generale dell'esercito degli Stati Uniti                          | 1848                                     |                                      | Millard Fillmore (divenuto presidente)  |
| 13 |                                    |                     | Millard Fillmore (1800-1874)          | 9 luglio 1850                  | 4 marzo 1853                    | Whig                     | Kentucky                          | Vicepresidente degli Stati Uniti                                  | 1848                                     | Carica vacante                       | Carica vacante                          |
| 14 |                                    |                     | Franklin Pierce (1804-1869)           | 4 marzo 1853                   | 4 marzo 1857                    | Democratico              | New Hampshire                     | Generale dell'esercito degli Stati Uniti                          | 1852                                     |                                      | William R. King (1853) (deceduto)       |
| 14 | Carica vacante                     |                     | Franklin Pierce (1804-1869)           | 4 marzo 1853                   | 4 marzo 1857                    | Democratico              | New Hampshire                     | Generale dell'esercito degli Stati Uniti                          | 1852                                     |                                      |                                         |
| 15 |                                    |                     | James Buchanan (1791-1868)            | 4 marzo 1857                   | 4 marzo 1861                    | Democratico              | Pennsylvania                      | Ambasciatore nel Regno Unito di Gran Bretagna e Irlanda           | 1856                                     |                                      | John C. Breckinridge                    |
| 16 |                                    |                     | Abraham Lincoln (1809-1865)           | 4 marzo 1861                   | 15 aprile 1865 (assassinato)    | Repubblicano             | Illinois                          | Deputato per l'Illinois                                           | 1860                                     |                                      | Hannibal Hamlin                         |
| 16 |                                    | Unionista Nazionale | Abraham Lincoln (1809-1865)           | 4 marzo 1861                   | 15 aprile 1865 (assassinato)    | 1864                     | Illinois                          | Deputato per l'Illinois                                           |                                          | Andrew Johnson (divenuto presidente) |                                         |
| 17 |                                    |                     | Andrew Johnson (1808-1875)            | 15 aprile 1865                 | 4 marzo 1869                    | 1864                     | Unionista Nazionale               | Tennessee                                                         | Vicepresidente degli Stati Uniti         | Carica vacante                       | Carica vacante                          |
| 17 | Democratico                        |                     | Andrew Johnson (1808-1875)            | 15 aprile 1865                 | 4 marzo 1869                    | 1864                     |                                   | Tennessee                                                         | Vicepresidente degli Stati Uniti         | Carica vacante                       | Carica vacante                          |
| 18 |                                    |                     | Ulysses S. Grant (1822-1885)          | 4 marzo 1869                   | 4 marzo 1877                    | Repubblicano             | Illinois                          | Comandante generale dell'esercito statunitense                    | 1868                                     |                                      | Schuyler Colfax                         |
| 18 | 1872                               |                     | Ulysses S. Grant (1822-1885)          | 4 marzo 1869                   | 4 marzo 1877                    | Repubblicano             | Illinois                          | Comandante generale dell'esercito statunitense                    | Henry Wilson (1873-1875) (deceduto)      |                                      |                                         |
| 18 | 1872                               | Carica vacante      | Ulysses S. Grant (1822-1885)          | 4 marzo 1869                   | 4 marzo 1877                    | Repubblicano             | Illinois                          | Comandante generale dell'esercito statunitense                    |                                          |                                      |                                         |
| 19 |                                    |                     | Rutherford B. Hayes (1822-1893)       | 4 marzo 1877                   | 4 marzo 1881                    | Repubblicano             | Ohio                              | Governatore dell'Ohio                                             | 1876                                     |                                      | William A. Wheeler                      |
| 20 |                                    |                     | James A. Garfield (1831-1881)         | 4 marzo 1881                   | 19 settembre 1881 (assassinato) | Repubblicano             | Ohio                              | Deputato per l'Ohio                                               | 1880                                     |                                      | Chester Arthur (divenuto presidente)    |
| 21 |                                    |                     | Chester Arthur (1829-1886)            | 19 settembre 1881              | 4 marzo 1885                    | Repubblicano             | New York                          | Vicepresidente degli Stati Uniti                                  | 1880                                     | Carica vacante                       | Carica vacante                          |
| 22 |                                    |                     | Grover Cleveland (1837-1908)          | 4 marzo 1885                   | 4 marzo 1889                    | Democratico              | New York                          | Governatore di New York                                           | 1884                                     |                                      | Thomas Hendricks (1885) (deceduto)      |
| 22 | Carica vacante                     |                     | Grover Cleveland (1837-1908)          | 4 marzo 1885                   | 4 marzo 1889                    | Democratico              | New York                          | Governatore di New York                                           | 1884                                     |                                      |                                         |
| 23 |                                    |                     | Benjamin Harrison (1833-1901)         | 4 marzo 1889                   | 4 marzo 1893                    | Repubblicano             | Indiana                           | Senatore per l'Indiana                                            | 1888                                     |                                      | Levi P. Morton                          |
| 24 |                                    |                     | Grover Cleveland (1837-1908)          | 4 marzo 1893                   | 4 marzo 1897                    | Democratico              | New York                          | Presidente degli Stati Uniti                                      | 1892                                     |                                      | Adlai Stevenson I                       |
| 25 |                                    |                     | William McKinley (1843-1901)          | 4 marzo 1897                   | 14 settembre 1901 (assassinato) | Repubblicano             | Ohio                              | Governatore dell'Ohio                                             | 1896                                     |                                      | Garret Hobart (1897-1899) (deceduto)    |
| 25 | Carica vacante                     |                     | William McKinley (1843-1901)          | 4 marzo 1897                   | 14 settembre 1901 (assassinato) | Repubblicano             | Ohio                              | Governatore dell'Ohio                                             | 1896                                     |                                      |                                         |
| 25 | 1900                               |                     | William McKinley (1843-1901)          | 4 marzo 1897                   | 14 settembre 1901 (assassinato) | Repubblicano             | Ohio                              | Governatore dell'Ohio                                             | Theodore Roosevelt (divenuto presidente) |                                      |                                         |
| 26 | 1900                               |                     |                                       | Theodore Roosevelt (1858-1919) | 14 settembre 1901               | 4 marzo 1909             | Repubblicano                      | New York                                                          | Vicepresidente degli Stati Uniti         | Carica vacante (1901-1905)           | Carica vacante (1901-1905)              |
| 26 | 1904                               |                     | Charles W. Fairbanks                  | Theodore Roosevelt (1858-1919) | 14 settembre 1901               | 4 marzo 1909             | Repubblicano                      | New York                                                          | Vicepresidente degli Stati Uniti         |                                      |                                         |
| 27 |                                    |                     | William Howard Taft (1857-1930)       | 4 marzo 1909                   | 4 marzo 1913                    | Repubblicano             | Ohio                              | Segretario alla Guerra                                            | 1908                                     |                                      | James S. Sherman (1909-1912) (deceduto) |
| 27 | Carica vacante                     |                     | William Howard Taft (1857-1930)       | 4 marzo 1909                   | 4 marzo 1913                    | Repubblicano             | Ohio                              | Segretario alla Guerra                                            | 1908                                     |                                      |                                         |
| 28 |                                    |                     | Thomas Woodrow Wilson (1856-1924)     | 4 marzo 1913                   | 4 marzo 1921                    | Democratico              | New Jersey                        | Governatore del New Jersey                                        | 1912                                     |                                      | Thomas R. Marshall                      |
| 28 | 1916                               |                     | Thomas Woodrow Wilson (1856-1924)     | 4 marzo 1913                   | 4 marzo 1921                    | Democratico              | New Jersey                        | Governatore del New Jersey                                        |                                          |                                      | Thomas R. Marshall                      |
| 29 |                                    |                     | Warren G. Harding (1865-1923)         | 4 marzo 1921                   | 2 agosto 1923 (deceduto)        | Repubblicano             | Ohio                              | Senatore dell'Ohio                                                | 1920                                     |                                      | Calvin Coolidge (divenuto presidente)   |
| 30 |                                    |                     | Calvin Coolidge (1872-1933)           | 2 agosto 1923                  | 4 marzo 1929                    | Repubblicano             | Massachusetts                     | Vicepresidente degli Stati Uniti                                  | 1920                                     | Carica vacante                       | Carica vacante                          |
| 30 | 1924                               |                     | Calvin Coolidge (1872-1933)           | 2 agosto 1923                  | 4 marzo 1929                    | Repubblicano             | Massachusetts                     | Vicepresidente degli Stati Uniti                                  | Charles Dawes                            |                                      |                                         |
| 31 |                                    |                     | Herbert Hoover (1874-1964)            | 4 marzo 1929                   | 4 marzo 1933                    | Repubblicano             | California                        | Segretario al Commercio                                           | 1928                                     |                                      | Charles Curtis                          |
| 32 |                                    |                     | Franklin Delano Roosevelt (1882-1945) | 4 marzo 1933                   | 12 aprile 1945 (deceduto)       | Democratico              | New York                          | Governatore di New York                                           | 1932                                     |                                      | John Nance Garner                       |
| 32 | 1936                               |                     | Franklin Delano Roosevelt (1882-1945) | 4 marzo 1933                   | 12 aprile 1945 (deceduto)       | Democratico              | New York                          | Governatore di New York                                           |                                          |                                      | John Nance Garner                       |
| 32 | 1940                               |                     | Franklin Delano Roosevelt (1882-1945) | 4 marzo 1933                   | 12 aprile 1945 (deceduto)       | Democratico              | New York                          | Governatore di New York                                           | Henry A. Wallace                         |                                      |                                         |
| 32 | 1944                               |                     | Franklin Delano Roosevelt (1882-1945) | 4 marzo 1933                   | 12 aprile 1945 (deceduto)       | Democratico              | New York                          | Governatore di New York                                           | Harry S. Truman (divenuto presidente)    |                                      |                                         |
| 33 | 1944                               |                     |                                       | Harry S. Truman (1884-1972)    | 12 aprile 1945                  | 20 gennaio 1953          | Democratico                       | Missouri                                                          | Vicepresidente degli Stati Uniti         | Carica vacante                       | Carica vacante                          |
| 33 | 1948                               |                     | Alben W. Barkley                      | Harry S. Truman (1884-1972)    | 12 aprile 1945                  | 20 gennaio 1953          | Democratico                       | Missouri                                                          | Vicepresidente degli Stati Uniti         |                                      |                                         |
| 34 |                                    |                     | Dwight D. Eisenhower (1890-1969)      | 20 gennaio 1953                | 20 gennaio 1961                 | Repubblicano             | New York                          | Comandante generale della NATO                                    | 1952                                     |                                      | Richard Nixon                           |
| 34 | Pennsylvania                       | 1956                | Dwight D. Eisenhower (1890-1969)      | 20 gennaio 1953                | 20 gennaio 1961                 | Repubblicano             |                                   | Comandante generale della NATO                                    |                                          |                                      | Richard Nixon                           |
| 35 |                                    |                     | John Fitzgerald Kennedy (1917-1963)   | 20 gennaio 1961                | 22 novembre 1963 (assassinato)  | Democratico              | Massachusetts                     | Senatore per il Massachusetts                                     | 1960                                     |                                      | Lyndon B. Johnson (divenuto presidente) |
| 36 |                                    |                     | Lyndon B. Johnson (1908-1973)         | 22 novembre 1963               | 20 gennaio 1969                 | Democratico              | Texas                             | Vicepresidente degli Stati Uniti                                  | 1960                                     | Carica vacante                       | Carica vacante                          |
| 36 | 1964                               |                     | Lyndon B. Johnson (1908-1973)         | 22 novembre 1963               | 20 gennaio 1969                 | Democratico              | Texas                             | Vicepresidente degli Stati Uniti                                  | Hubert Humphrey                          |                                      |                                         |
| 37 |                                    |                     | Richard Nixon (1913-1994)             | 20 gennaio 1969                | 9 agosto 1974 (dimessosi)       | Repubblicano             | New York                          | Vicepresidente degli Stati Uniti                                  | 1968                                     |                                      | Spiro Agnew (1969-1973) (dimessosi)     |
| 37 | California                         | 1972                | Richard Nixon (1913-1994)             | 20 gennaio 1969                | 9 agosto 1974 (dimessosi)       | Repubblicano             |                                   | Vicepresidente degli Stati Uniti                                  |                                          |                                      | Spiro Agnew (1969-1973) (dimessosi)     |
| 37 | California                         | 1972                | Richard Nixon (1913-1994)             | 20 gennaio 1969                | 9 agosto 1974 (dimessosi)       | Repubblicano             | Carica vacante (1973)             | Vicepresidente degli Stati Uniti                                  |                                          |                                      |                                         |
| 37 | California                         | 1972                | Richard Nixon (1913-1994)             | 20 gennaio 1969                | 9 agosto 1974 (dimessosi)       | Repubblicano             | Gerald Ford (divenuto presidente) | Vicepresidente degli Stati Uniti                                  |                                          |                                      |                                         |
| 38 |                                    | 1972                |                                       | Gerald Ford (1913-2006)        | 9 agosto 1974                   | 20 gennaio 1977          | Repubblicano                      | Michigan                                                          | Vicepresidente degli Stati Uniti         | Carica vacante (1974)                | Carica vacante (1974)                   |
| 38 | Nelson Rockefeller                 | 1972                |                                       | Gerald Ford (1913-2006)        | 9 agosto 1974                   | 20 gennaio 1977          | Repubblicano                      | Michigan                                                          | Vicepresidente degli Stati Uniti         |                                      |                                         |
| 39 |                                    |                     | Jimmy Carter (1924-2024)              | 20 gennaio 1977                | 20 gennaio 1981                 | Democratico              | Georgia                           | Governatore della Georgia                                         | 1976                                     |                                      | Walter Mondale                          |
| 40 |                                    |                     | Ronald Reagan (1911-2004)             | 20 gennaio 1981                | 20 gennaio 1989                 | Repubblicano             | California                        | Governatore della California                                      | 1980                                     |                                      | George H. W. Bush                       |
| 40 | 1984                               |                     | Ronald Reagan (1911-2004)             | 20 gennaio 1981                | 20 gennaio 1989                 | Repubblicano             | California                        | Governatore della California                                      |                                          |                                      | George H. W. Bush                       |
| 41 |                                    |                     | George H. W. Bush (1924-2018)         | 20 gennaio 1989                | 20 gennaio 1993                 | Repubblicano             | Texas                             | Vicepresidente degli Stati Uniti                                  | 1988                                     |                                      | Dan Quayle                              |
| 42 |                                    |                     | Bill Clinton (1946)                   | 20 gennaio 1993                | 20 gennaio 2001                 | Democratico              | Arkansas                          | Governatore dell'Arkansas                                         | 1992                                     |                                      | Al Gore                                 |
| 42 | 1996                               |                     | Bill Clinton (1946)                   | 20 gennaio 1993                | 20 gennaio 2001                 | Democratico              | Arkansas                          | Governatore dell'Arkansas                                         |                                          |                                      | Al Gore                                 |
| 43 |                                    |                     | George W. Bush (1946)                 | 20 gennaio 2001                | 20 gennaio 2009                 | Repubblicano             | Texas                             | Governatore del Texas                                             | 2000                                     |                                      | Dick Cheney                             |
| 43 | 2004                               |                     | George W. Bush (1946)                 | 20 gennaio 2001                | 20 gennaio 2009                 | Repubblicano             | Texas                             | Governatore del Texas                                             |                                          |                                      | Dick Cheney                             |
| 44 |                                    |                     | Barack Obama (1961)                   | 20 gennaio 2009                | 20 gennaio 2017                 | Democratico              | Illinois                          | Senatore per l'Illinois                                           | 2008                                     |                                      | Joe Biden                               |
| 44 | 2012                               |                     | Barack Obama (1961)                   | 20 gennaio 2009                | 20 gennaio 2017                 | Democratico              | Illinois                          | Senatore per l'Illinois                                           |                                          |                                      | Joe Biden                               |
| 45 |                                    |                     | Donald Trump (1946)                   | 20 gennaio 2017                | 20 gennaio 2021                 | Repubblicano             | New York                          | Nessun incarico istituzionale Presidente della Trump Organization | 2016                                     |                                      | Mike Pence                              |
| 46 |                                    |                     | Joe Biden (1942)                      | 20 gennaio 2021                | 20 gennaio 2025                 | Democratico              | Delaware                          | Vicepresidente degli Stati Uniti                                  | 2020                                     |                                      | Kamala Harris                           |
| 47 |                                    |                     | Donald Trump (1946)                   | 20 gennaio 2025                | in carica                       | Repubblicano             | Florida                           | Presidente degli Stati Uniti                                      | 2024                                     |                                      | J. D. Vance                             |

## Ex presidenti viventi
| Presidenti     | Presidenza | Presidenza | Data di nascita  | Partito      | Home State |
| -------------- | ---------- | ---------- | ---------------- | ------------ | ---------- |
| Bill Clinton   | 42         | 1993-2001  | 19 agosto 1946   | Democratico  | Arkansas   |
| George W. Bush | 43         | 2001-2009  | 6 luglio 1946    | Repubblicano | Texas      |
| Barack Obama   | 44         | 2009-2017  | 4 agosto 1961    | Democratico  | Illinois   |
| Joe Biden      | 46         | 2021-2025  | 20 novembre 1942 | Democratico  | Delaware   |

## Provenienza
La provenienza statale (per luogo di residenza) dei presidenti è sintetizzata nella seguente tabella:
| Posizione | Stato         | Numero | Presidenti                                                  |
| --------- | ------------- | ------ | ----------------------------------------------------------- |
| 1         | Ohio          | 6      | W. H. Harrison, Hayes, Garfield, McKinley, Taft, Harding    |
| 2         | New York      | 5      | Van Buren, Arthur, Cleveland, T. Roosevelt, F. D. Roosevelt |
| 2         | Virginia      | 5      | Washington, Jefferson, Madison, Monroe, Tyler               |
| 4         | Massachusetts | 4      | J. Adams, J. Q. Adams, Coolidge, Kennedy                    |
| 5         | Tennessee     | 3      | Jackson, Polk, A. Johnson                                   |
| 5         | Illinois      | 3      | Lincoln, Grant, Obama                                       |
| 5         | California    | 3      | Hoover, Nixon, Reagan                                       |
| 5         | Texas         | 3      | L. B. Johnson, G. H. W. Bush, G. W. Bush                    |
| 9         | Pennsylvania  | 2      | Buchanan, Eisenhower                                        |
| 10        | Louisiana     | 1      | Taylor                                                      |
| 10        | Kentucky      | 1      | Fillmore                                                    |
| 10        | New Hampshire | 1      | Pierce                                                      |
| 10        | Indiana       | 1      | B. Harrison                                                 |
| 10        | New Jersey    | 1      | Wilson                                                      |
| 10        | Missouri      | 1      | Truman                                                      |
| 10        | Michigan      | 1      | Ford                                                        |
| 10        | Georgia       | 1      | Carter                                                      |
| 10        | Arkansas      | 1      | Clinton                                                     |
| 10        | Delaware      | 1      | Biden                                                       |
| 10        | Florida       | 1      | Trump                                                       |